# Mastigodiaptomus albuquerquensis
Mastigodiaptomus albuquerquensis är en kräftdjursart som först beskrevs av Herrick 1895.  Mastigodiaptomus albuquerquensis ingår i släktet Mastigodiaptomus och familjen Diaptomidae. Inga underarter finns listade i Catalogue of Life.